# Zagazigue
Zagazigue ou Zagazig (em árabe: الزقازيق; romaniz.: Az-Zaqāzīq) é uma cidade do Egito, capital da província Oriental. Possui 14 quilômetros quadrados e segundo censo de 2018, havia 396 852 habitantes.